# Pseudotrichonotus
Pseudotrichonotus è un genere di pesci ossei marini. Si tratta dell'unico genere appartenente alla famiglia Pseudotrichonotidae (ordine Aulopiformes).

## Distribuzione e habitat
Le quattro specie del genere sono diffuse nell'Indo-Pacifico tropicale e subtropicale.
Vivono su fondi sabbiosi a profondità fino a un centinaio di metri.

## Descrizione
Sono pesci di taglia piccola, non superiore a dieci centimetri. Il corpo è slanciato e affusolato, cilindrico in sezione. La bocca è piccola. Le pinne dorsale e ventrali sono ampie. Hanno linea laterale completa, che passa nella parte centrale del corpo mentre mancano di vescica natatoria, fotofori e pinna adiposa.

## Biologia
Quando minacciati si infossano nella sabbia. Per il resto la loro biologia può dirsi sconosciuta.

## Specie
- Pseudotrichonotus altivelis
- Pseudotrichonotus belos
- Pseudotrichonotus caeruleoflavus
- Pseudotrichonotus xanthotaenia[2]